# يادرانكو برليتش
يادرانكو برليتش (من مواليد 10 يونيو 1959) هو سياسي كرواتي بوسني شغل منصب رئيس وزراء الجمهورية الكرواتية في البوسنة والهرسك وهو كيان غير معترف به داخل البوسنة والهرسك من 1993 إلى 1996. من 1994 حتى عام 1996 كان وزير الدفاع الاتحادي ومن 1997 إلى 2001 وزير للخارجية بعد اتفاقية دايتون.
في مايو 2013 حكمت المحكمة الجنائية الدولية ليوغوسلافيا السابقة على برليتش بالسجن لمدة 25 عام لارتكابه جرائم حرب ضد البوسنيين خلال الحرب الكرواتية البوسنية.

## النشأة والتعليم
حوالي عام 1975 انضم إلى عصبة الشيوعيين. في عام 1987 حصل على الدكتوراه من كلية الاقتصاد في سراييفو. اجتاز جميع مستويات الأستاذية قبل أن يصبح أستاذ كامل. في عام 1989 أصبح برليتش نائب رئيس المجلس التنفيذي للدولة في البوسنة والهرسك. أثناء انتخابات عام 1990 وبعدها مباشرة شغل منصب رئيس حكومة البوسنة والهرسك بالنيابة. في أوائل مارس 1992 سافر إلى الولايات المتحدة لدراسة نهج الولايات المتحدة في اقتصاديات السوق. عند عودته إلى موستار كانت المدينة تحت الحصار وانضم برليتش إلى مجلس الدفاع الكرواتي وشارك بنشاط في الحرب.

## لائحة الاتهام
تنص لائحة الاتهام الصادرة عن المحكمة الجنائية الدولية ليوغوسلافيا السابقة على أنه بصفته سياسي بارز في مجلس الدفاع الكرواتي في أوائل التسعينيات كان برليتش يتمتع بسلطة وسيطرة شبه كاملة على حكومة الجمهورية الكرواتية في البوسنة والهرسك. لذلك بصفته زعيم لحكومة مجلس الدفاع الكرواتي كان لديه القدرة على إبعاد القادة العسكريين المدنيين الذين شاركوا في ارتكاب جرائم ضد الإنسانية. كان لديه القدرة على إغلاق معسكرات اعتقال مجلس الدفاع الكرواتي.
وجهت إليه تهمة:
- 9 تهم بالانتهاكات الجسيمة لاتفاقيات جنيف (القتل العمد والمعاملة اللاإنسانية (الاعتداء الجنسي) والترحيل غير القانوني لمدني والنقل غير القانوني لمدني والحبس غير القانوني لمدني والمعاملة اللاإنسانية (ظروف الحبس) والمعاملة اللاإنسانية وواسعة النطاق تدمير الممتلكات غير المبرر بضرورة عسكرية وتم تنفيذه بشكل غير قانوني وتعسفي والاستيلاء على الممتلكات دون أن تكون هناك ضرورة عسكرية تبرر ذلك وتم تنفيذه بشكل غير قانوني وتعسفي).
- 9 تهم بانتهاك قوانين أو أعراف الحرب (المعاملة القاسية (ظروف الحبس) والمعاملة القاسية والعمل غير القانوني والتدمير العشوائي للمدن أو البلدات أو القرى أو التدمير غير المبرر بضرورة عسكرية والتدمير أو الإضرار المتعمد بالمؤسسات مخصص للدين أو التعليم ونهب الممتلكات العامة أو الخاصة وهجوم غير قانوني على المدنيين وإرهاب المدنيين بشكل غير قانوني والمعاملة القاسية).
- 8 تهم بارتكاب جرائم ضد الإنسانية (اضطهاد لأسباب سياسية وعرقية ودينية وقتل واغتصاب وترحيل وأعمال غير إنسانية (نقل قسري) والسجن وأعمال غير إنسانية (ظروف الحبس) وأفعال غير إنسانية).

في 29 مايو 2013 في حكم ابتدائي حكمت المحكمة الجنائية الدولية ليوغوسلافيا السابقة على بريليتش بالسجن 25 عام. أدانت المحكمة أيضا خمسة قادة آخرين في وقت الحرب في المحاكمة المشتركة: وزير دفاع الجمهورية الكرواتية في البوسنة والهرسك برونو ستوييتش (20 عام) وضباط الجيش سلوبودان برالياك (20 عام) وميليفوي بيتكوفيتش (20 عام) وقائد الشرطة العسكرية فالنتين تشوريتش (16 عام) ورئيس مركز تبادل الأسرى والاحتجاز بيريسلاف بوشيتش (10 سنوات). وقضت المحكمة بالأغلبية مع رئيس المحكمة جان كلود أنتونيتي معارضة بأنهم شاركوا في مشروع إجرامي مشترك ضد السكان غير الكروات في البوسنة والهرسك. وخلصت إلى أنه "في معظم الحالات لم تكن الجرائم المرتكبة عبارة عن أعمال عشوائية قام بها عدد قليل من الجنود المشاغبين. بل على العكس من ذلك كانت هذه الجرائم نتيجة لخطة وضعها أعضاء لجنة التعليم المشترك بهدف إزالة السكان المسلمون من الجمهورية الكرواتية في البوسنة والهرسك". كما قضت المحكمة بالأغلبية بأن المشروع الإجرامي المشترك تضم رئيس كرواتيا فرانيو تودجمان ووزير الدفاع غويكو شوشاك والفريق يانكو بوبيتكو. في نوفمبر 2017 أعادت المحكمة الجنائية الدولية ليوغوسلافيا السابقة التأكيد على الحكم الابتدائي بأن تودجمان وكذلك بعض كبار المسؤولين الكرواتيين الآخرين قد شاركوا في عمل إجرامي مشترك مع المتهمين بهدف اضطهاد البوشناق".
أكدت محكمة الاستئناف في المحكمة الجنائية الدولية ليوغوسلافيا السابقة جميع الإدانات تقريبا ضد برليتش والمتهمين الآخرين بالإضافة إلى مدة العقوبة في 29 نوفمبر 2017.

## الأوسمة والتكريمات

### دوليا
| الوسام | الوسام             | البلد   | منح من قبل     | السنة | المكان |
| ------ | ------------------ | ------- | -------------- | ----- | ------ |
|        | وسام الدوق تربيمير | Croatia | فرانيو تودجمان | 1995  | زغرب   |